# Street Fighter: Assassin's Fist
Street Fighter: Assassin's Fist est une web-série britannique créée par Joey Ansah et Christian Howard diffusée sur YouTube et Machinima depuis le 23 mai 2014.
En France, les épisodes ont été remontés sous la forme d'un film et édités en DVD et Blu-ray.

## Synopsis
Ce film revient sur les années de formation des personnages emblématiques, Ryu et Ken, et de leur vie de guerrier traditionnel japonais. Ces héros sont, sans le savoir, les derniers représentants du style de combat antique connu sous le nom "Ansatsuken". Alors qu'ils découvrent le passé mystérieux de leur maître, Gouken, et l'héritage tragique et sombre du style Ansatsuken. Leur destin peut-il être changé ? Ou l'histoire va-t-elle se répéter ?

## Fiche technique
- Titre original : Street Fighter: Assassin's Fist
- Réalisation : Joey Ansah
- Création : Joey Ansah et Christian Howard
- Musique : Patrick Gill
- Date de diffusion : 23 mai 2014 (YouTube et Machinima)

## Distribution
- Akira Koieyama (VF : Frédéric Souterelle) : Gouken[1]
- Shogen Itokazu (VF : Frédéric Souterelle) : Young Gouken[2]
- Christian Howard (VF : Bruno Méyère) : Ken Masters[3]
- Mike Moh (VF : Nessym Guetat) : Ryu[4]
- Togo Igawa (VF : Yann Pichon) : Goutetsu[5] / Goma
- Gaku Space : Gouki[6]
- Joey Ansah (VF : Antoine Tomé) : Older Gouki / Akuma
- Hyunri Lee[7] : Sayaka[8]
- Mark Killeen (en) : Mr Masters[9]
- Hal Yamanouchi : Senzo[10]
- Yoshinori Ono : Ono

## Épisodes
- Alpha
- Beginnings
- Round 1: Fight
- Satsui No Hado
- A Rough Night
- Banished
- Demons Within
- Path of the Shin Oni
- The Ultimate Sacrifice
- The Calm Before the Storm
- Raging Demon
- May the Best Man Win
- End Game